# Operazione Pegasus
(Dichiarazione del tenente generale dei Marines Robert Cushman Jr. durante la fase preparatoria dell'operazione Pegasus.)
L'operazione Pegasus fu un'offensiva sferrata dalle forze da combattimento americane nell'aprile 1968, durante la guerra del Vietnam, con lo scopo di sbloccare la guarnigione dei Marines assediata da alcune settimane nell'isolata base militare di Khe Sanh e riguadagnare l'iniziativa delle operazioni nell'impervia area del Vietnam del Sud al confine con il Laos.
L'operazione, scarsamente contrastata dalle forze nordvietnamite, si concluse con successo e la base di Khe Sanh venne raggiunta l'8 aprile, ma non mancarono polemiche tra i comandi del Corpo dei marines e quelli dell'esercito americano che criticarono la condotta dei Marines durante l'assedio. Inoltre il successivo abbandono della base di Khe Sanh nel giugno 1968 ("operazione Charlie") rinfocolò le critiche alla validità strategica complessiva della condotta operativa dei comandi e delle truppe americane in Vietnam, vista l'apparente inutilità delle varie battaglie e delle innumerevoli operazioni offensive effettuate.

## Assedio a Khe Sanh
Dalla fine del 1967 numerosi reparti dei Marines avevano solidamente organizzato una base strategica nello sperduto centro di Khe Sanh, ritenuto importante per impedire penetrazioni nemiche nel vicino Laos; a partire da gennaio 1968, sempre maggiori forze nordvietnamite iniziarono a concentrarsi minacciosamente intorno alla base di Marines, iniziando un regolare assedio dall'8 gennaio. Il generale Westmoreland, comandante supremo del MACV, vide in questo imponente concentramento di forze nemiche intorno alla base americana isolata un tentativo nemico di ricreare una situazione del tipo Dien Bien Phu e infliggere una sconfitta umiliante alle forze avversarie costringendole al compromesso politico-diplomatico.
Al contrario, il generale statunitense considerò la situazione venutasi a creare una promettente occasione per agganciare finalmente consistenti forze nemiche e infliggere perdite debilitanti mediante l'impiego in massa della potente aviazione statunitense.

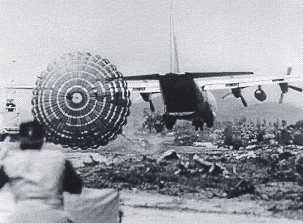
Uno degli aerei da trasporto americani che permisero di sostenere la difesa dei Marines a Khe Sanh (operazione Super Gaggle).

Nei due mesi successivi, quindi, mentre i Marines subirono e sostennero saldamente il costante logoramento provocato dal fuoco d'artiglieria nordvietnamita e alcuni sporadici attacchi locali (peraltro falliti), il generale Westmoreland scatenò l'operazione Niagara con cui intendeva "sommergere" sotto le bombe i reparti nemici radunati intorno alla base assediata. I risultati furono apparentemente soddisfacenti, ma non impedirono tuttavia alle forze vietcong e nordvietnamite di sferrare a partire dal 31 gennaio 1968 la clamorosa offensiva del Têt che mise in chiara difficoltà militare e propagandistica la dirigenza americana a Washington e il comando del MACV di Westmoreland.
Di fronte ad una catastrofica perdita di autorità, il generale Westmoreland, di cui era già prevista la sostituzione nell'incarico di comandante del MACV, decise di organizzare una spettacolare missione di salvataggio per raggiungere e sbloccare la base dei Marines di Khe Sanh, sperando di ottenere un successo propagandistico, di rinsaldare il proprio prestigio personale e attutire l'impatto negativo della sorpresa del Tet. 

Non mancarono immediate polemiche tra gli ufficiali del Corpo dei Marines (in primis il comandante della III MAF - III Marine Amphibious Force -, tenente generale Cushman) e gli ufficiali dell'Esercito presenti sul posto e incaricati dell'operazione; con i primi timorosi di una umiliante "liberazione" dei loro uomini da parte dei soldati dell'esercito, anche se Westmoreland descrisse pubblicamente l'operazione prevista non come missione di salvataggio in extremis di una guarnigione in grave difficoltà ma come manovra tattica per distruggere le forze nemiche e riaprire le vie di comunicazione della base di Khe Sanh.

## Missione di salvataggio

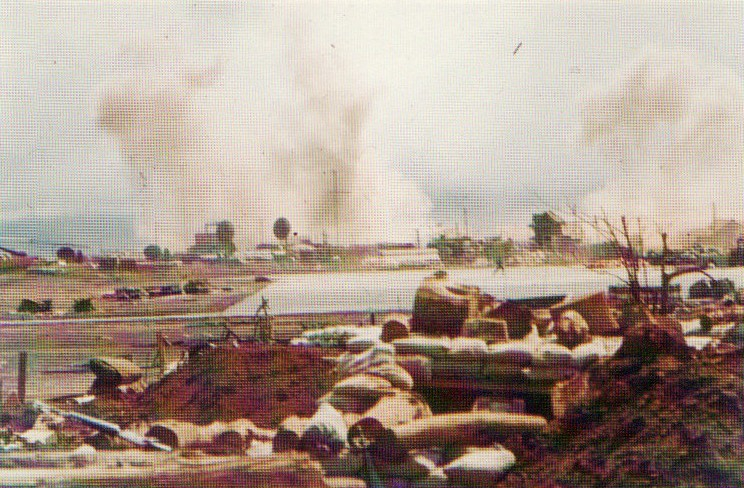
La base di Khe Sanh sotto il fuoco nemico.

In realtà la situazione dei Marines a Khe Sanh, pur difficile dopo il lungo e snervante assedio, non era assolutamente disperata, e, al contrario, c'erano segni di un indebolimento delle forze nemiche e addirittura le truppe americane nella base avevano sferrato alcuni contrattacchi di alleggerimento (tra cui il 30 marzo l'incursione pienamente riuscita dei Marines della compagnia Bravo contro un caposaldo nemico). Comprensibilmente, quindi, di fronte al miglioramento della situazione globale, i comandanti dei Marines interpretarono la prevista operazione Pegasus (nome in codice assegnato alla missione di salvataggio in riferimento al cavallo alato mitologico simboleggiato dagli elicotteri della cavalleria aerea americana), come una manovra dell'Esercito per acquisire meriti per la "vittoria" a Khe Sanh.
In effetti, fin da febbraio il generale Westmoreland, apparentemente dubbioso sulla capacità dei Marines di gestire la situazione a nord, aveva organizzato una nuova catena di comando nella I Regione militare, esautorando in parte il comando locale dei Marines, e assegnando a quel settore (in precedenza di esclusiva competenza del Corpo) notevoli forze aeromobili dell'Esercito. Venne costituito un MACV Forward Command Post (Posto di Comando avanzato del MACV) sotto la guida del generale Creighton Abrams e quindi venne assemblato un Provisional Corps, Vietnam (al comando del tenente generale William Rosson) mediante il rafforzamento della preesistente Task Force Oregon con l'afflusso della 1ª Divisione di Cavalleria aerea e della 101ª Divisione aviotrasportata, messe a disposizione per eventuali interventi di emergenza a Khe Sanh.
Dopo queste vivaci polemiche, l'operazione Pegasus, diretta a sbloccare la guarnigione assediata e a distruggere le forze nemiche mediante l'impiego in massa della potenza aeromobile della 1ª Divisione di Cavalleria aerea, venne comunque organizzata e decisa dal generale Westmoreland con inizio a partire dal 1º aprile. La pianificazione prevedeva anche il contributo, accanto alla cavalleria aerea, di efficienti reparti aviotrasportati sudvietnamiti ed anche di reparti dei Marines (elementi del 1º e del 3º reggimento) che avrebbero proseguito via terra lungo la strategica strada N.9 diretta a Khe Sanh, in cooperazione con le manovre aeromobili dell'esercito.
L'operazione, coordinata dal generale Rosson, ebbe inizio nella serata del 1º aprile con una spettacolare manovra elitrasportata della 3ª brigata della 1ª Divisione cavalleria aerea (guidata dal maggior generale John T.Tolson) a nord e a sud della strada N.9; fin dall'inizio le forze nordvietnamite non sembrarono intenzionate a battersi a fondo per contrastare la manovra nemica e quindi i contatti furono modesti e limitati; la cavalleria eseguì con regolarità la manovra e la propaganda americana diede grande risalto alla riuscita delle operazioni. Contemporaneamente i Marines avanzarono lungo la strada N. 9 eliminando le deboli resistenze incontrate e proseguendo senza grandi difficoltà.

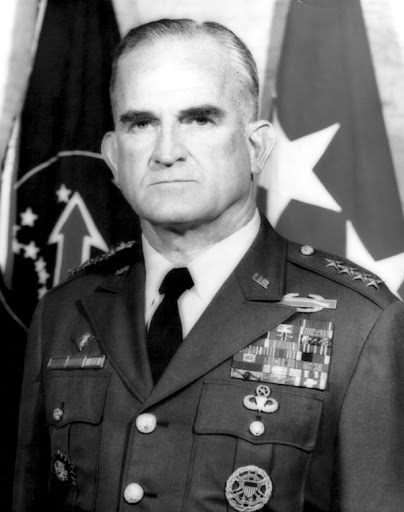
Il generale William B. Rosson, comandante del Provisional Corps, Vietnam, responsabile superiore dell'operazione Pegasus.

Nei giorni seguenti entrò in campo anche la 2ª brigata della cavalleria aerea che compì un secondo fulmineo balzo elitrasportato avvicinandosi ancora a Khe Sanh, senza incontrare resistenza da parte di un nemico apparentemente dileguatosi; nel frattempo, il 4 aprile si ebbe invece un primo grosso scontro sulla cosiddetta quota 471 (altura dominante sopra la base americana) che i Marines del 1º battaglione /9º reggimento riuscirono a conquistare e a mantenere, dopo aver respinto il 5 aprile un violento contrattacco del 66º reggimento nordvietnamita, dopo alcuni aspri scontri sostenuti anche grazie all'artiglieria e dall'aviazione americana.
L'ultimo balzo della cavalleria aerea, il 6 aprile, fu maggiormente contrastato; il 2º battaglione /7º cavalleria attaccò la importante collina Timothy e la conquistò dopo una giornata di scontri; i reparti nordvietnamiti opposero una solida resistenza e vennero sopraffatti solo dopo l'arrivo di reparti freschi americani; anche alcuni elementi sudvietnamiti furono messi in difficoltà l'8 aprile.
Lo stesso 8 aprile, i soldati della cavalleria aerea percorsero infine l'ultimo tratto della strada N.9 fino alla base e si ricongiunsero con i Marines assediati, completando con successo l'operazione Pegasus; paradossalmente il primo reparto ad entrare a Khe Sanh furono elementi di una unità aviotrasportata sudvietnamita. Nei giorni seguenti l'incontro tra la cavalleria aerea e i Marines della base non fu dei più cordiali: non mancarono recriminazioni, astio e sbeffeggiamenti tra le euforiche colonne di soccorso e gli amareggiati soldati della base di Khe Sanh, velatamente accusati di aver gestito male l'assedio e di aver dimostrato insufficiente preparazione e morale non del tutto saldo.
L'operazione Pegasus si concludeva quindi (il 9 aprile) con un pieno successo tattico americano: la base era stata sbloccata con modeste perdite e le comunicazioni ristabilite, mentre le forze nordvietnamite avevano abbandonato apparentemente il campo senza opporre resistenza, ripiegando al sicuro nella valle di A Shau. Il generale Westmoreland poté sbandierare, prima del richiamo in patria a giugno, un'ultima "vittoria" e esaltare le prodezze della cavalleria aerea.
Ultima, paradossale, pagina dell'assedio di Khe Sanh sarebbe stata, proprio nel giugno 1968, la operazione Charlie: l'abbandono definitivo da parte americana della base di Khe Sanh (di cui era stata a lungo esaltata la fondamentale importanza strategica), lo smantellamento di tutti gli apprestamenti logistico-difensivi, e il ritiro completo delle forze americane più a est lungo la strada N. 9 (proprio sulle posizioni inutilmente consigliate fin dall'inizio dal comando dei Marines). Khe Sanh, vuota e deserta, sarebbe rimasta un cumulo di macerie e di residui bellici, un inutile e sperduto avamposto abbandonato al confine laotiano.

## Bilanci e polemiche

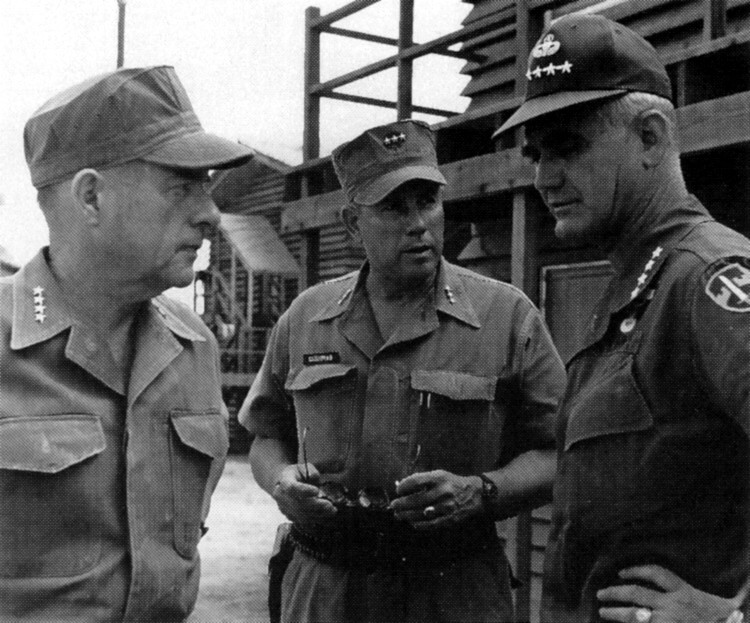
Il generale Westmoreland (a destra) a colloquio con i generali dei Marines, Wallace Greene, comandante in capo del Corpo (a sinistra), e Robert Cushman jr., comandante della III Marine Amphibious Force, durante la fase preparatoria di Pegasus.

Sul momento, il comando americano del MACV non mancò di rivendicare tutte le operazioni connesse alla campagna di Khe Sanh come "vittorie"; anche la clamorosa evacuazione finale, dopo tanti sforzi e enorme impegno di forze, venne spiegata con contorte motivazioni strategiche e inserita in un complessivo, e riuscito, progetto strategico; tuttavia le polemiche furono immediate, sia a livello di comandi sul posto, sia tra la dirigenza politica e l'opinione pubblica negli Stati Uniti.
La ritirata finale e l'abbandono di Khe Sanh, dipinto per mesi come il "luogo del destino", una Dien Bien Phu "al contrario", il punto della battaglia decisiva, rinfocolò dubbi e critiche sulla condotta complessiva della guerra da parte dei militari americani, sull'attendibilità delle dichiarazioni del comandi e sulle reali prospettive di vittoria  (già messe in serio dubbio dopo il Tet).
Quanto alla operazione Pegasus, essa dimostrò senza dubbio l'efficienza della cavalleria aerea e delle sue spettacolari manovre elitrasportate; la campagna si concluse con un successo tattico rilevante. Tuttavia rimane dubbio il reale progetto strategico nordvietnamita: rimane plausibile che il concentramento su Khe Sanh sia stato una semplice manovra diversiva per attirare le forze americane al nord; mentre anche la scarsa resistenza opposta alle manovre della cavalleria aerea sembrerebbe confermare la modesta importanza assegnata dal comando nordvietnamita all'area di Khe Sanh.
Il riuscito completamento della operazione Pegasus accentuò inoltre ancor di più l'amarezza dei Marines, dopo le critiche ricevute alla loro condotta globale nella I Regione militare e alle tattiche adottate, e le polemiche tra i vari corpi delle forze armate americane. I Marines, in particolare, polemizzarono aspramente con Westmoreland per la loro perdita di autonomia, per le critiche loro rivolte per la condotta della battaglia e anche per la subordinazione delle loro forze aeree al comando della 7ª Air Force dell'USAF. In pratica il lungo assedio e la stessa operazione Pegasus finale dimostrarono soprattutto la scarsa coesione tra le diverse forze armate americane, i contrasti e i dubbi sulle migliori strategie, la labilità dei risultati raggiunti e le sempre più problematiche prospettive della guerra in Vietnam.